# Soziokulturelle Evolution
Soziokulturelle Evolution (von lateinisch evolvere „entwickeln“) bezeichnet zum einen die langfristige, schrittweise Entwicklung aller kulturellen und sozialen Äußerungen menschlicher Gesellschaften im Laufe der Menschheitsgeschichte. Zum anderen ist es ein Oberbegriff für die zugehörigen Theorien.
Die drei grundlegenden Mechanismen der biologischen Evolution – Variation, Selektion und Reproduktion –, die eine dauerhafte Anpassung und weitestgehende Besiedlung aller Umwelten durch Lebewesen ermöglichen, sind in abgewandelter Form auch in der soziokulturellen Evolution des Menschen zu finden. Nach dem herrschenden – jedoch nach wie vor umstrittenen – physikalistischen Paradigma, gingen aus der biologischen Evolution die emergenten (nicht aus den Vorbedingungen ableitbaren) mentalen Eigenschaften hervor, die vor allem in der Philosophie des Geistes untersucht werden. Zentral ist hier die Entstehung der menschlichen Sprache: die Möglichkeit, die Welt in Bezeichnungen und Begriffen abzubilden. Wie der genetische Code kann sie Informationen speichern und vervielfältigen: Auf diese Weise bleiben kulturelle Eigenschaften in den menschlichen Populationen über Generationen erhalten. Sie waren aber gleichsam auch erheblich wandelbarer, denn die Sprache ist als Informationsträger ungleich schneller als biochemische Prozesse. Im Gegensatz zu anderen Lebewesen lernen Menschen nicht primär über die individuelle Erfahrung ihrer Umwelt, sondern vor allem durch Austausch mit anderen Menschen. Dabei stehen nicht mehr nur reale Objekte, sondern Absichten, Meinungen, Beurteilungen, Wertungen und Deutungen im Vordergrund. Daher gehören die „Ergebnisse“ dieser evolutionären Entwicklung nicht mehr zur biologischen, sondern zur kulturellen Vielfalt der Symbole, Ideen, Theorien und Produkte. Nach den Erkenntnissen der evolutionären Psychologie führte dieser Unterschied dazu, dass sich das biologische Verhaltensrepertoire seit der Steinzeit kaum verändert hat, obwohl die heutige Lebensweise andere Anforderungen stellt.
Die Theorien zur soziokulturellen Evolution bieten zwar Entwicklungsmodelle zum Verständnis der Beziehung zwischen Technik, sozialer Struktur und den Werten einer Gesellschaft sowie deren Veränderungen im Laufe der Zeit, aber sie unterscheiden sich bei der Beschreibung spezieller Mechanismen der Variation und des sozialen und kulturellen Wandels.
Die meisten Ansätze im 19. Jahrhundert und einige im 20. Jahrhundert verfolgten das Ziel, ein Modell für die Evolution der Menschheit als Ganzes zu bieten, und argumentierten, dass verschiedene Gesellschaften sich auf unterschiedlichen Stufen der sozialen Entwicklung befinden. Viele jüngere Theorien konzentrieren sich auf die Veränderungen einzelner Gesellschaften und lehnen die Vorstellung einer zielgerichteten Änderung oder eines sozialen Fortschritts ab. Die meisten Archäologen und Ethnologen arbeiten im Rahmen solcher moderner Theorien bzw. disziplinärer Ansätze. Dazu gehören Neoevolutionismus, Soziobiologie, Modernisierungstheorien und Theorien der postindustriellen Gesellschaft.

## Theorien-Überblick
Fast alle Anthropologen und Soziologen gehen davon aus, dass Menschen natürliche soziale Tendenzen besitzen und dass besonders menschliches soziales Verhalten auch auf nicht-genetische Ursachen zurückzuführen ist; es wird zu großen Anteilen in einer sozialen Umgebung und durch soziale Interaktion gelernt. Gesellschaften existieren in komplexen sozialen (in Interaktion mit anderen Gesellschaften) und biotischen Umgebungen (in Interaktion mit natürlichen Ressourcen und Einschränkungen) und passen sich daran an. Deshalb ist es i. A. erforderlich, dass sich Gesellschaften verändern.
Spezielle Theorien der sozialen oder kulturellen Evolution dienen üblicherweise dazu, Unterschiede zwischen zeitgenössischen Gesellschaften zu erklären, indem sie argumentieren, dass sich verschiedene Gesellschaften auf unterschiedlichen Entwicklungsstufen befinden. Obwohl solche Theorien typischerweise Modelle zum Verständnis der Beziehung zwischen der technischen Entwicklung, der sozialen Struktur oder den Werten einer Gesellschaft bieten, unterscheiden sie sich bezüglich des Ausmaßes der Beschreibung spezifischer Mechanismen der Variation und der Veränderung.
Frühe soziokulturelle Evolutionstheorien wie die von Auguste Comte, Herbert Spencer und Lewis Henry Morgan entstanden einige Zeit vor oder zeitgleich mit, aber unabhängig von den Arbeiten Charles Darwins. Diese Evolutionismus-Theorien besagen, dass die Gesellschaften in einem „primitiven“ Zustand beginnen und mit der Zeit immer „zivilisierter“ bzw. „entwickelter“ werden. Diese Vorstellung einer „gerichteten“ Evolution erhebt oft die Kultur und Technik der westlichen Gesellschaft zum Maßstab und Ziel des Fortschritts. Einflüsse der klassischen britischen politischen Ökonomie auf einige dieser Theorien sind unverkennbar (so wie Adam Smiths Theorie der Arbeitsteilung und die Vermutung zunehmender Konkurrenz um immer knappere Nahrungsressourcen von Thomas Robert Malthus auch Darwin selbst beeinflusst haben). Für Spencer z. B. war der Gradmesser der Evolution die Transformation einzelner Elemente der Gesellschaft zu einer komplexen arbeitsteiligen Synthese.
Im Zeitalter des Imperialismus – insbesondere vom späten 19. Jahrhundert bis zum Ende des Ersten Weltkriegs – wurden diese Theorien wie auch die Rassentheorien oft zur Legitimation von Sozialdarwinismus und „wissenschaftlichem“ Rassismus genutzt; damit rechtfertigte man die Vorstellung, dass nur starke hochentwickelte Nationen überleben, während schwache und rückständige untergehen, somit also auch den Kolonialismus und die Sklaverei sowie in jüngerer Zeit die Eugenik.
Die meisten Ansätze des 19. und einige des 20. Jahrhunderts hatten zum Ziel, Modelle für die Evolution der Menschheit als Ganzes zu liefern. Die meisten Theorien des 20. Jahrhunderts wie die multilineare Evolution fokussieren sich jedoch auf Veränderungen in einzelnen Gesellschaften. Außerdem lehnen sie eine gezielte Veränderung ab (z. B. Orthogenese, Teleologie oder Fortschritt). Die meisten Archäologen arbeiten in diesem Rahmen. Andere moderne Theorien des sozialen Wandels sind der Neoevolutionismus, die Soziobiologie, die Modernisation und die postindustrielle Gesellschaft.

### „Evolution“ der Modelle

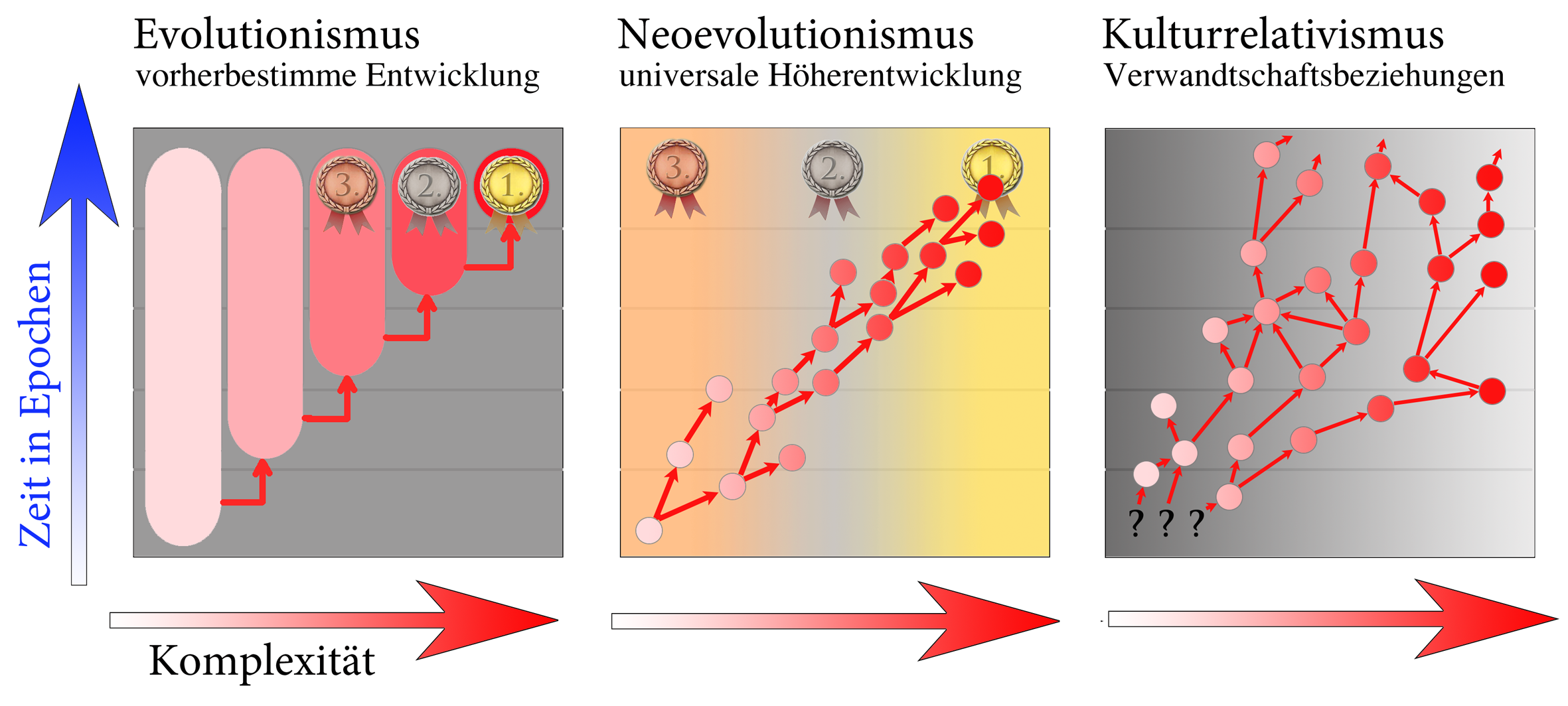
Stark vereinfachte schematische Darstellung der drei wesentlichen soziokulturellen Evolutionsmodelle

Die Vielfalt der soziokulturellen Evolutionsmodelle lässt sich anhand der postulierten Entwicklungslinien, der Rolle der Komplexität und der weltanschaulich geprägten Bewertung auf hauptsächlich drei Modelltypen reduzieren, wie es unter anderem die deutsche Religionswissenschaftlerin Ina Wunn für die Evolution der Religionen gemacht hat.
Insgesamt lässt sich eine Oszillation in der Geschichte der Paradigmen sozialer Evolution feststellen: Auf Konjunkturen des Konzepts linearer Entwicklung folgt eine korrigierende Antikonjunktur, in der die Linearität als Beobachtungsschema der Entwicklung in den Hintergrund tritt und Relativismus und Partikularismus in den Vordergrund rückt. Im Anschluss an Arbeiten des Sozialevolutionsforschers Stephen Sanderson fasste der Soziologe Davor Löffler die Auf- und Abschwünge des linearen Evolutionismus bis zum gegenwärtigen Stand der Forschung zusammen: Unilinearer Evolutionismus (ca. 1840–1880); Historismus, Kulturrelativismus, historischer Partikularismus (1880–1940); Neoevolutionismus (USA) und Ideeller Evolutionismus (BRD) (1940–1990); Quantitativ-Darwinistische Kulturevolutionsforschung und postmoderner Relativismus (1980–2020); Neosynthetische Kulturevolutionsforschung (ab 2010er Jahre). Der Wandel der Paradigmen in der Sozialevolutionsforschung ist eng verbunden mit technologischen, sozialen und weltanschaulichen Umbrüchen.
Unilinearer Evolutionismus
(Klassisch) evolutionistische Theorien gehen von einer vorherbestimmten Entwicklung zu immer höher entwickelten, unveränderlichen und komplexeren Stadien aus.
Daraus folgt, dass in vielen Modellen die ältesten Stadien mit rezenten Phänomenen gleichgesetzt werden: Das gilt etwa für die sogenannten „Naturreligionen“ oder die ursprüngliche Weise der Selbsterhaltung der Menschheit, das Jagen und Sammeln. Es wird angenommen, dass sich diese Kulturstufen nach der Abspaltung der nächsthöheren Stufe nicht weiterentwickelt haben, so dass man aus den heutigen Pendants exakt die jeweiligen „Urformen“ rekonstruieren kann. Die höhere Komplexität der jeweils jüngeren Stufen wird als Verbesserung betrachtet, so dass die älteren Stufen als primitiver und unterentwickelt angesehen werden. Evolutionistische Denkansätze dieser Art spiegeln deutlich das damals noch stark vom Christentum geprägte Weltbild wider, das den Menschen als Krone der Schöpfung sah und die heute existierenden Arten (und Kulturphänomene) als unveränderlich.
Multilinearer Neoevolutionismus
Die Mehrzahl der neoevolutionistischen Modelle setzt eine zielgerichtete Entwicklung zu höher entwickelten, komplexeren, jedoch nicht vorherbestimmten Stadien voraus.
Auch bei diesen Theorien gilt in aller Regel die Annahme einer Höherentwicklung von primitiveren zu moderneren Formen, die sich in der allgemeinen Zunahme der Komplexität widerspiegelt. Im Gegensatz zu den älteren evolutionistischen Modellen findet jedoch eine mehrlinige Entwicklung statt, die deutlich differenziert ist. Häufig wird angenommen, dass sich eine „Urkultur“ rekonstruieren lasse. Ina Wunn beklagt, dass die wertende Gliederung von unterentwickelten zu hochentwickelten Kulturformen trotz gegenteiliger Erkenntnisse von einer großen Zahl der Wissenschaftler immer noch unreflektiert vorausgesetzt werde.
Kulturrelativistische Evolutionsmodelle
Stand der Wissenschaft sind solche Modelle, die eine ungerichtete Entwicklung zu nicht vorherbestimmten Stadien bei zunehmender Komplexität des Gesamtsystems voraussetzen.
Ähnlich wie bei der biologischen Evolution werden die Kulturphänomene nicht mehr bewertet; auch die hochentwickelte Technik ist nicht „besser“ als „primitive“ Technik, sondern nur „anders“. Ebenso fließen hier die unterschiedlichen Formen des kulturellen Wandels ein, die auch Querverbindungen in den Entwicklungslinien und „Rückentwicklungen“ zulassen. Auch die Rekonstruktion eines oder mehrerer Urzustände wird zumeist skeptisch gesehen oder gilt als hoch spekulativ.

## Klassische Theorien der sozialen Evolution

### Frühe Theorien
Der islamische Gelehrte Ibn Chaldūn, sagte im 14. Jahrhundert, dass Gesellschaften lebende Organismen seien, die aus universellen Gründen einen Zyklus von Geburt, Wachstum, Reife, Verfall und Tod durchlaufen.
Vor dem 18. Jahrhundert glaubten die Europäer überwiegend, dass sich die Gesellschaften auf der Erde in einem Zustand des Verfalls befänden. Die europäische Gesellschaft betrachtete die klassische Antike als erstrebenswerten Standard, und das antike Griechenland sowie das alte Rom lieferten technische Leistungen, die die Europäer des Mittelalters nachzuahmen versuchten. Zur gleichen Zeit lehrte das Christentum, dass die Menschen in einer verdorbenen Welt leben, die dem Garten Eden und dem Himmel weit unterlegen ist. Im Zeitalter der Aufklärung wuchs das europäische Selbstvertrauen jedoch, und die Vorstellung vom Fortschritt wurde immer beliebter. In dieser Zeit hatte das, was später als „soziale und kulturelle Evolution“ bezeichnet werden sollte, seine Wurzeln.
Die Denker der Aufklärung vermuteten häufig, dass die Gesellschaften eine fortschreitende Entwicklung mit mehreren Stufen durchlaufen, und suchten nach der Logik, der Ordnung und den wissenschaftlichen Wahrheiten, die den Verlauf der Menschheitsgeschichte bestimmen. Vor diesem Hintergrund nahm man an, dass Gesellschaft auf einem „primitiven“ Niveau beginne – beispielsweise in dem von Thomas Hobbes beschriebenen Naturzustand – um sich dann natürlich zu einem höchsten Stadium zu entwickeln, wie man es für das gegenwärtige Europa annahm. Während frühere Autoren wie Michel de Montaigne diskutierten, wie sich Gesellschaften im Laufe der Zeit verändern, erwies sich die schottische Aufklärung als Schlüssel der Entwicklung der soziokulturellen Evolution. Nach Schottlands Vereinigung mit England 1707 dachten einige schottische Gelehrte über die Beziehung zwischen dem Fortschritt und der Dekadenz nach, die ihrer Meinung nach durch den verstärkten Handel mit England und den folgenden Reichtum entstand. Das Ergebnis war eine Serie von „mutmaßlichen Geschichten“. Autoren wie Adam Ferguson, John Millar und Adam Smith argumentierten, dass alle Gesellschaften vier Entwicklungsstufen passieren: Jäger und Sammler, Viehzucht und Nomadentum, Landwirtschaft und schließlich Handel. Diese Denker interpretierten die Veränderungen, denen Schottland unterworfen war, als Übergang von einer landwirtschaftlichen zu einer merkantilen Gesellschaft.

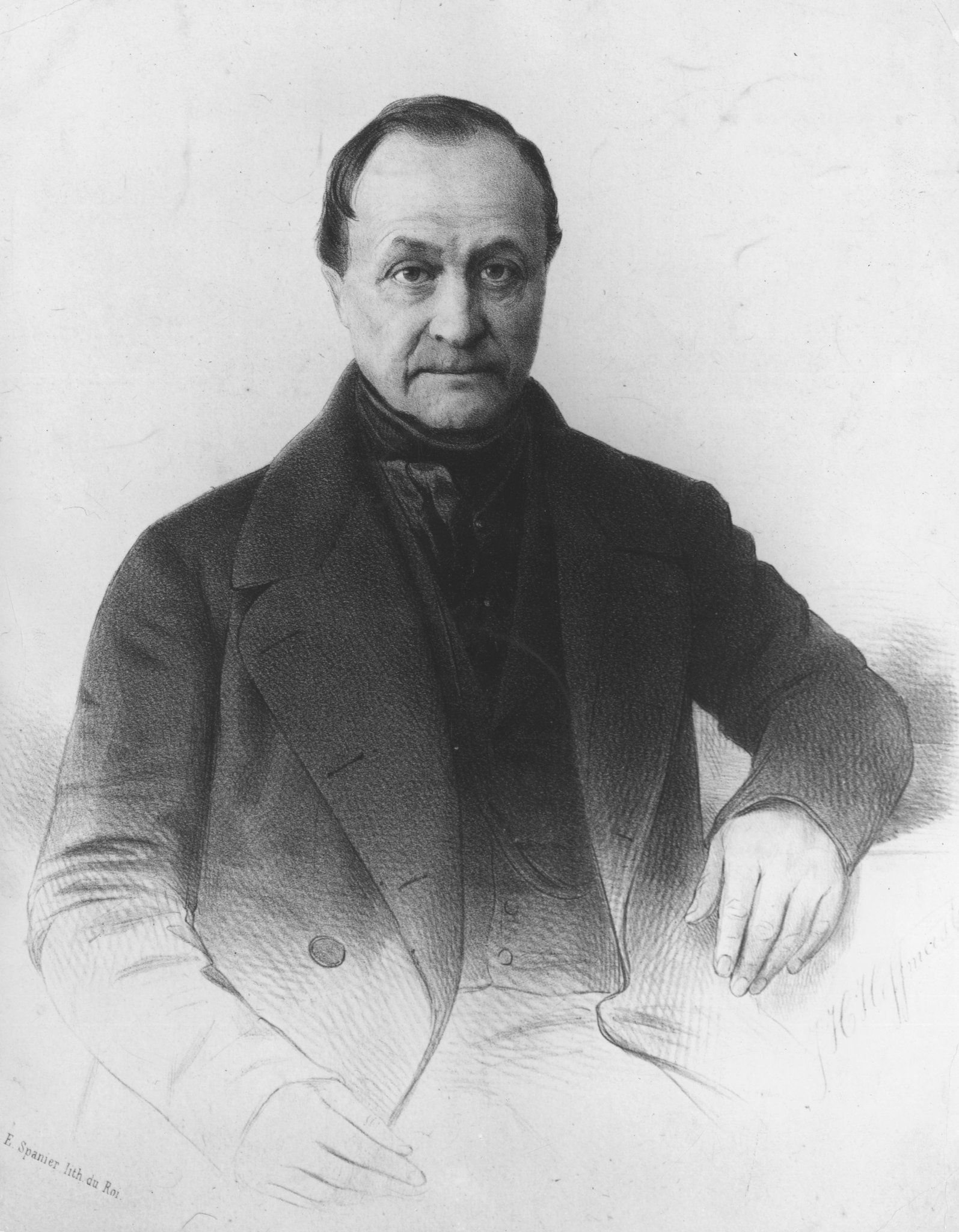
Auguste Comte

In Frankreich wurden Autoren wie Claude Adrien Helvétius von der schottischen Tradition beeinflusst. Später entwickelten Henri de Saint-Simon und andere diese Ideen weiter. Auguste Comte präsentierte eine kohärente Analyse des sozialen Fortschritts und eine neue Disziplin, um diese zu studieren: die Soziologie. Georg Wilhelm Friedrich Hegels Theorie des Fortschritts entstand ebenfalls in dieser Zeit. Hegel postulierte, dass die soziale Entwicklung ein unausweichlicher und festgelegter Prozess sei, vergleichbar mit einer Eichel, die zwangsläufig zu einer Eiche wird.
Diese Entwicklungen fanden in einem größeren Kontext statt. Der erste Prozess war der Kolonialismus. Obwohl die Besatzungsmächte die meisten Konflikte mit den Bevölkerungen der unterworfenen Gebiete gewaltsam lösten, warf das zunehmende Bewusstsein für nicht-westliche Menschen bei europäischen Gelehrten neue Fragen bezüglich Gesellschaft und Kultur auf. Auf ähnliche Weise verlangte die effektive Verwaltung der Kolonialgebiete ein gewisses Maß an Verständnis für die fremden Kulturen. Die entstehenden Theorien der soziokulturellen Evolution erlaubte es den Europäern, ihr Wissen auf eine Weise zu organisieren, die ihre zunehmende politische und wirtschaftliche Dominanz über andere reflektierte und rechtfertigte: Die kolonialisierten Völker waren weniger, die herrschenden Völker weiter entwickelt. Als der englische Philosoph Thomas Hobbes im 17. Jahrhundert den urzeitlichen Menschen beschrieb, in dessen „einsamen, armen, hässlichen, bestialischen und kurzen“ Leben es „keine Kunst, keine Schrift und keine Gesellschaft“ gab, vertrat er ein beliebtes Konzept des „Wilden“. Alles, was gut und zivilisiert war, resultierte aus der langsamen Entwicklung weg von diesem niedrigen Zustand. Sogar rationalistische Philosophen wie Voltaire nahmen implizit an, dass die Aufklärung aus der aufsteigenden Entwicklung der Menschheit entstand.
Der zweite Prozess war die Industrielle Revolution und der Aufstieg des Kapitalismus, der beständige Revolutionen der Produktionsmittel erlaubte und förderte. Die entstehenden Theorien der soziokulturellen Evolution reflektierten den Glauben, dass die Veränderungen in Europa offensichtliche Verbesserungen seien. Die Industrialisierung in Verbindung mit einem intensiven politischen Wandel, bei dem die Französische Revolution, die Verfassung der Vereinigten Staaten und die polnische Verfassung vom 3. Mai den Weg für die Vorherrschaft der Demokratie ebneten, zwang die europäischen Denker, einige ihrer Annahmen über die Organisation der Gesellschaft zu überdenken.
Im 19. Jahrhundert entstanden drei große klassische Theorien des sozialen und historischen Wandels: der „soziokulturelle Evolutionismus“, der „soziale Zyklus“ und der „historische Materialismus“ nach Karl Marx und Friedrich Engels. Diese Theorien haben eine Gemeinsamkeit: Alle stimmen darin überein, dass die Geschichte der Menschheit mehr oder weniger einer teleologischen Zweckbestimmtheit folgt, wahrscheinlich der des sozialen Fortschritts und der kulturellen Höherentwicklung. Somit ist jedes Ereignis der Vergangenheit nicht nur chronologisch, sondern auch kausal mit der Gegenwart und der Zukunft verknüpft. Durch die Rekonstruktion dieser Folge von Ereignissen kann die Wissenschaft die Gesetze der Geschichte entdecken.

### Theorie der Evolution in der Anthropologie des 19. Jahrhunderts und die Idee des Fortschritts
Während die Vertreter der soziokulturellen Evolution darin übereinstimmen, dass der evolutionsähnliche Prozess zu sozialem Fortschritt führt, haben klassische soziale Evolutionisten viele verschiedene Theorien und Entwicklungsmodelle entwickelt (Evolutionismus). Die soziokulturelle Evolution ist die vorherrschende Theorie der frühen soziokulturellen Anthropologie und des sozialen Kommentars, die man mit Gelehrten wie Auguste Comte, Edward Burnett Tylor, Lewis Henry Morgan, Benjamin Kidd, Leonard Trelawny Hobhouse und Herbert Spencer verbindet. Es handelte sich um einen Versuch, das soziale Denken wissenschaftlich zu formalisieren, der später von der biologischen Theorie der Evolution beeinflusst wurde. Wenn sich Organismen im Laufe der Zeit gemäß erkennbaren, deterministischen Gesetzen entwickeln konnten, sollte das auch für Gesellschaften möglich sein. Die Forscher stellten Analogien zwischen der menschlichen Gesellschaft und dem biologischen Organismus auf und führten biologische Konzepte wie Artenvielfalt, natürliche Auslese und Vererbung in die soziologische Theorie ein, evolutionäre Faktoren, die den Fortschritt der Gesellschaft durch Stufen der Wildheit und Barbarei zur Zivilisation durch das „survival of the fittest“ bestimmen. Zusammen mit der Idee des Fortschritts wuchs auch die Vorstellung von festen Entwicklungsstufen, die menschliche Gesellschaften durchlaufen; meistens zählt man drei Stufen (Wildheit, Barbarei und Zivilisation), aber manchmal auch viel mehr. Der Marquis de Condorcet zählte zehn Stufen oder Epochen, von denen die letzte mit der Französischen Revolution begonnen hatte, die seiner Meinung nach dazu bestimmt war, die Menschenrechte und die Perfektion der menschlichen Rasse hervorzubringen. Einige Autoren erkannten in den Wachstumsstufen jedes Individuums eine Wiederholung der gesellschaftlichen Stufen. Seltsame Gewohnheiten galten als Rückschritt zu früheren Praktiken und sogenannte Naturvölker wurde als lebende Repräsentanten der Frühformen europäischer Kulturen betrachtet. Das bedeutete auch den Beginn der Anthropologie als wissenschaftliche Disziplin und die Abkehr von traditionellen religiösen Ansichten „primitiver“ Kulturen.

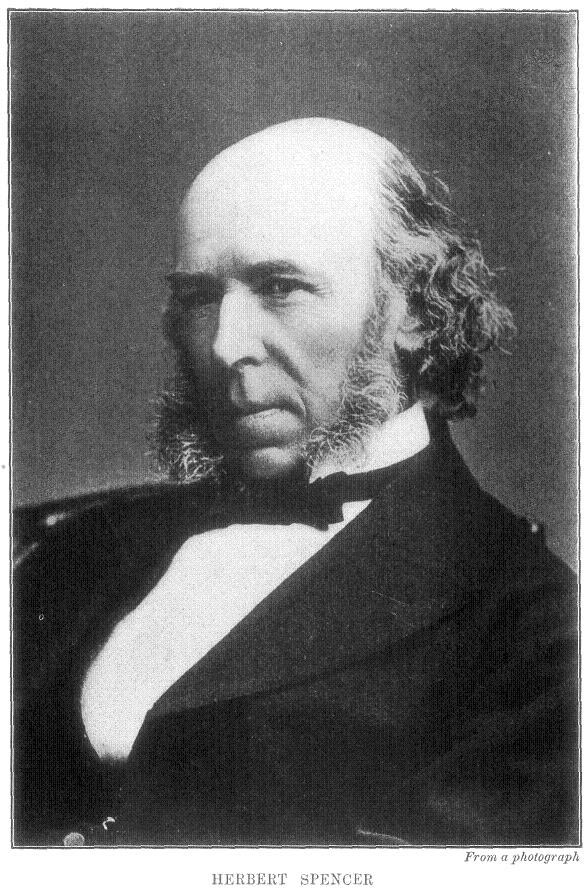
Herbert Spencer

Den Begriff „klassische soziale Evolution“ verbindet man in erster Linie mit den Werken von Auguste Comte, Herbert Spencer (der den Ausdruck „survival of the fittest“ prägte) und William Graham Sumner aus dem 19. Jahrhundert. In vielerlei Hinsicht hat Spencers Theorie der „kosmischen Evolution“ viel mehr Gemeinsamkeiten mit den Arbeiten von Jean-Baptiste Lamarck und August Comte als mit den zeitgenössischen Arbeiten Charles Darwins. Spencer entwickelte und veröffentlichte seine Theorien auch einige Jahre früher als Darwin. Bezüglich sozialer Institutionen spricht jedoch einiges dafür, Spencers Werke als sozialen Evolutionismus zu klassifizieren. Obwohl er schrieb, dass Gesellschaften sich im Laufe der Zeit weiterentwickeln und der Fortschritt durch Wettbewerb erreicht wird, betonte er, dass eher das Individuum als das Kollektiv die zu analysierende Einheit ist, dass Evolution durch natürliche Auslese stattfindet und dass es sowohl soziale als auch biologische Phänomene betrifft. Dennoch erwies sich die Veröffentlichung von Darwins Werken als Vorteil für die Befürworter der soziokulturellen Evolution. Die Welt der Sozialwissenschaften betrachtete die Ideen der biologischen Evolution als attraktive Lösung für ähnliche Fragen bezüglich des Ursprungs und der Entwicklung des sozialen Verhaltens und die Vorstellung von der Gesellschaft als entstehender Organismus war eine biologische Analogie, die noch heute von vielen Anthropologen und Soziologen aufgegriffen wird.
Sowohl Spencer als auch Comte sehen die Gesellschaft als einen Organismus, der dem Prozess des Wachstums unterworfen ist – vom Einfachen zum Komplexen, vom Chaos zur Ordnung, vom Allgemeinen zum Speziellen, von der Flexibilität zur Organisation. Beide sind sich einig, dass man den Prozess des gesellschaftlichen Wachstums in bestimmte Stufen unterteilen kann und dass dieses Wachstum sozialen Fortschritt bedeutet – jede neuere, weiterentwickelte Gesellschaft ist besser. Somit wurde der Progressivismus zu einer grundlegenden Idee der soziokulturellen Evolution.
Auguste Comte, bekannt als Vater der Soziologie, formulierte das Gesetz der drei Stufen: Die menschliche Entwicklung verläuft von der theologischen Ebene, auf der die Natur mythisch wahrgenommen wird und der Mensch natürliche Phänomene mit überlieferten Mythen erklärt, über eine metaphysische Stufe, in der die Natur von immateriellen sowie übernatürlichen Wesen, letztlich von Gott, beeinflusst wird, bis zum Positivismus, in dem alle transzendenten Kräfte „beseitigt“ und natürliche Phänomene durch rein innerweltliche (und empirisch prüfbare) Beziehungen erklärt werden. Dieser Fortschritt wird durch die Entwicklung des menschlichen Geistes sowie die zunehmende Anwendung von Gedanken, Schlussfolgerung und Logik zum Verständnis der Welt gefördert.
Herbert Spencer glaubte, dass sich die Gesellschaft zur größeren Freiheit für Individuen entwickele und sich die Regierung so wenig wie möglich in das soziale und politische Leben einmischen solle. Er unterschied zwei Phasen der Entwicklung mit dem Fokus auf der Art der inneren Regulierung der Gesellschaften. Demnach gibt es militärische und industrielle Gesellschaften. Die frühere, primitivere Militärgesellschaft zielt auf Eroberung und Verteidigung, ist zentralisiert, ökonomisch selbstversorgend, kollektivistisch, stellt das Wohl des Einzelnen unter das der Gesellschaft, benutzt Zwang, Gewalt und Unterdrückung und belohnt Loyalität, Gehorsam und Disziplin. Die Industriegesellschaft zielt auf Produktion und Handel, ist dezentral organisiert, durch ökonomische Beziehungen mit anderen Gesellschaften verbunden, erreicht ihre Ziele durch freiwillige Kooperation und individuelle Selbstbeschränkung, behandelt das Wohl des Einzelnen als höchsten Wert, reguliert das soziale Leben auf freiwilliger Basis und schätzt Initiative, Unabhängigkeit und Innovation.
Unabhängig davon, wie Gelehrte seine Beziehung zu Darwin einschätzen, erwies sich Spencer in den 1870er Jahren vor allem in den USA als sehr populäre Figur. Autoren wie Edward Youmans, William Graham Sumner, John Fiske, John W. Burgess, Lester Frank Ward, Lewis Henry Morgan und andere Denker des Gilded Age entwickelten ähnliche Theorien des sozialen Evolutionismus.

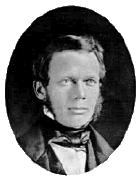
Lewis H. Morgan

Lewis Henry Morgan, ein Anthropologe mit großem Einfluss auf die Soziologie, unterschied in seinem Klassiker Ancient Societies von 1877 drei Zeitalter: Wildheit, Barbarei und Zivilisation, die er durch technische Innovationen trennte: Feuer, Bogen und Töpferei in der ersten, Domestizierung, Landwirtschaft und Metallverarbeitung in der zweiten sowie Alphabet und Schrift in der dritten Ära. Somit stellte Morgan eine Verbindung zwischen sozialem und technischen Fortschritt her. Letzteren betrachtete er als eine Kraft hinter jedem sozialen Wandel – soziale Einrichtungen, Organisationen und Ideologien basieren alle auf einer technischen Veränderung. Morgans Theorien wurden durch Friedrich Engels populär, dessen Werke Dialektik der Natur, darin enthalten Anteil der Arbeit an der Menschwerdung des Affen, und Der Ursprung der Familie, des Privateigentums und des Staats zum Teil darauf basieren. Für Engels und andere Marxisten war die Theorie so bedeutend, weil sie ihre Überzeugung stützte, wonach materialistische Faktoren (ökonomisch und technisch) entscheidend für das Schicksal der Menschheit sind, wie Marx und Engels es bereits 1845 in ihrem „Basis-Überbau-Modell“ gegen die spekulative Philosophie (bes. Hegels) formuliert hatten. Stattdessen sollte mit positiver Wissenschaft und prozesshafter Interpretation nach dem dialektischen Bewegungsgesetz von „Zufall und Notwendigkeit“ auch gesellschaftlicher Wandel beschrieben werden.
Émile Durkheim, ein weiterer Vater der Soziologie, vertritt eine ähnliche dichotome Ansicht des sozialen Fortschritts. Sein zentrales Konzept war die soziale Solidarität, wie er die soziale Evolution als fortschreitend von mechanischer zu organischer Solidarität definierte. In der mechanischen Solidarität sind die Menschen unabhängig, es gibt kaum Integration, und es bedarf keiner Gewalt oder Unterdrückung, um die Gesellschaft zusammenzuhalten. In der organischen Solidarität sind die Menschen viel mehr integriert und gegenseitig abhängig; es gibt umfangreiche Spezialisierung und Kooperation. Der Fortschritt von der mechanischen zur organischen Solidarität basiert erstens auf Bevölkerungswachstum und zunehmender Bevölkerungsdichte, zweitens auf zunehmender „Moraldichte“ (Entwicklung komplexerer sozialer Interaktion) und drittens auf der zunehmenden Spezialisierung am Arbeitsplatz. Für Durkheim ist die Arbeitsteilung der wichtigste Faktor für den sozialen Fortschritt.

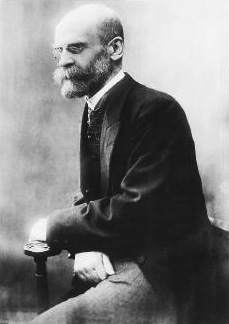
Émile Durkheim

Die Anthropologen Sir Edward Burnett Tylor (England) und Lewis Henry Morgan (USA) arbeiteten mit Daten indigener Völker, die angeblich frühere Stufen der kulturellen Evolution repräsentierten und so einen Einblick in die fortschreitende Entwicklung der Kultur ermöglichten. Morgan bestätigte später, wie Darwin, die Theorie des sozialen Wandels von Karl Marx und Friedrich Engels, die 1845 die Theorie der soziokulturellen Evolution entwickelten, in der innere Widersprüche in der Gesellschaft eine Reihe ansteigender Stufen erzeugten, an deren Ende eine sozialistische Gesellschaft stehen kann, aber keineswegs muss, anders als es von nachfolgenden Anhängern in den Spielarten des Marxismus meist postuliert wird. Tylor und Morgan erweiterten die Theorie des Evolutionismus, indem sie Kriterien aufstellten, mit denen man Kultur nach ihrem Stand in einem festen System des Wachstums der gesamten Menschheit kategorisieren und die Formen und Mechanismen dieses Wachstums untersuchen konnte. Sie beschäftigten sich oft mit der Kultur im Allgemeinen und nicht mit individuellen Kulturen.
Ihre Analyse interkultureller Daten basierte auf drei Annahmen:
1. Zeitgenössische Gesellschaften können als eher „primitiv“ oder eher „zivilisiert“ klassifiziert werden.
2. Es gibt eine bestimmte Anzahl von Stufen zwischen „primitiv“ und „zivilisiert“ (z. B. Clan, Volksstamm, Staat).
3. Alle Gesellschaften durchlaufen diese Stufen in der gleichen Reihenfolge, aber mit unterschiedlichen Geschwindigkeiten.

Der Fortschritt (also der Unterschied zwischen zwei Stufen) wurde üblicherweise mit der zunehmenden sozialen Komplexität (inklusive Schichtdifferenzierung und komplexer Arbeitsteilung) oder einem Anstieg der intellektuellen, theologischen oder ästhetischen Vollkommenheit beschrieben. Diese Ethnologen des 19. Jahrhunderts benutzten die Prinzipien hauptsächlich, um Unterschiede im religiösen Glauben oder der Verwandtschaftsterminologie in verschiedenen Gesellschaften zu erklären.
Lester Frank Ward entwickelte Spencers Theorie weiter, aber im Gegensatz zu Spencer, der die Evolution als einen allgemeinen Prozess betrachtete, den man auf die ganze Welt (physikalisch wie soziologisch) anwenden könnte, trennte Ward die soziologische und die biologische Evolution. Er betonte, dass Menschen sich selbst Ziele schaffen und danach streben, diese zu erreichen, während es in der nicht-menschlichen Welt, die sich eher zufällig entwickelt, keine solche Intelligenz und kein Bewusstsein gibt. Er stellte eine Hierarchie der Evolutionsprozesse auf. Am Anfang stehe die Kosmogenese, die Erschaffung und Evolution der Welt. Darauf folge die Biogenese. Die Entwicklung der Menschheit führe zur Anthropogenese, die vom menschlichen Geist beeinflusst wird. Schließlich entstehe mit der Gesellschaft die Soziogenese, mit der die Gesellschaft an die diversen politischen, kulturellen und ideologischen Ziele angepasst wird.

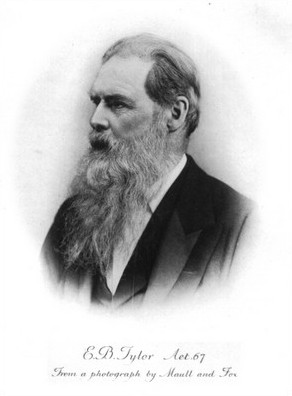
Sir Edward Burnett Tylor

Sir Edward Burnett Tylor, ein Pionier der Anthropologie, fokussierte sich auf die weltweite Evolution der Kultur und bemerkte, dass die Kultur ein wichtiger Bestandteil jeder Gesellschaft und damit auch der Evolution unterworfen sei. Er glaubte, dass sich die Gesellschaften auf unterschiedlichen Stufen der kulturellen Entwicklung befinden und die Anthropologie diese Evolution von den primitiven Anfängen bis zum modernen Staat rekonstruieren müsse.
Ferdinand Tönnies beschrieb die Evolution als eine Entwicklung von einer informellen Gesellschaft, in der die Menschen viele Freiheiten haben und es wenige Gesetze und Verpflichtungen gibt, zu einer modernen, formal rationalen Gesellschaft, die von Traditionen und Gesetzen bestimmt wird und in der die Menschen in ihrer Handlungsfreiheit eingeschränkt sind. Er betonte auch die Tendenz zur Standardisierung und Vereinigung, bei der kleinere Gesellschaften in eine einzige große, moderne Gesellschaft absorbiert werden. Somit beschrieb Tönnies einen Teil dessen, was heute als Globalisierung bekannt ist. Er war auch einer der ersten Soziologen, der darauf hinwies, dass sich die Evolution der Gesellschaft nicht unbedingt in die richtige Richtung bewegt, dass der soziale Fortschritt nicht perfekt ist und sogar als Rückschritt bezeichnet werden kann, da die neueren, besser entwickelten Gesellschaften mit hohen Kosten verbunden sind, woraus eine geringere Zufriedenheit der Individuen resultiert. Tönnies Werk begründete den Neoevolutionismus.
Obwohl er üblicherweise nicht als Vertreter der soziokulturellen Evolution gilt, kann man Max Webers Theorie der dreiteiligen Klassifikation der Autorität als evolutionäre Theorie betrachten. Er unterscheidet drei Idealtypen der politischen Führung, Dominanz und Autorität: charismatische Herrschaft (familiär und religiös), traditionelle Herrschaft (Patriarchat, Lehnswesen) und legale Herrschaft (modernes Gesetz und Staat, Bürokratie). Die legale Dominanz ist die am weitesten entwickelte Form und Gesellschaften entwickeln sich von traditionellen und charismatischen Autoritäten zu rationalen und legalen.

### Stufenmodelle in der Agrarwissenschaft um 1900
Ende des 19. Jahrhunderts setzt sich der Agrarethnologe Eduard Hahn kritisch mit der „klassischen“ Drei-Stufen-Theorie auseinander, nach der sich der Mensch vom Urzustand des Jägers und Fischers über den Nomaden zum sesshaften Ackerbauer entwickelt, und ersetzt sie durch eine Theorie der Kultur- und Wirtschaftsformen. Eine „Theorie der Entstehung des Ackerbaues“ sowie die „Entstehung der Pflugkultur“ bleiben weiter seine Themen. Ebenfalls mit einer Dreistufentheorie setzt sich Richard Krzymowski in seiner Geschichte der deutschen Landwirtschaft (1939) auseinander.

### Kritik am „Evolutionismus“ und andauernder Einfluss auf moderne Theorien
Bereits im ausgehenden 19. Jahrhundert setzte sich der Diffusionismus von den Evolutionisten ab, der den Kontakt zwischen Kulturen als Hauptursache für den sozialen Wandel ansah. Im frühen 20. Jahrhundert begann eine Periode der systematischen kritischen Untersuchung und der Zurückweisung der Verallgemeinerungen solcher Evolutionismus-Theorien der soziokulturellen Evolution. Ethnologen wie Franz Boas sowie seine Schüler Ruth Benedict und Margaret Mead, die als führende Vertreter dieser ablehnenden Haltung gelten, benutzten verfeinerte Ethnografie und strengere empirische Methoden, um zu zeigen, dass die Theorien von Spencer, Tylor und Morgan spekulativ sind und systematisch die ethnografischen Daten falsch interpretieren. Die Stufen der Evolution wurden als Illusionen kritisiert. Außerdem wiesen sie die Unterscheidung zwischen „primitiv“ und „zivilisiert“ (oder „modern“) zurück und betonten, dass sogenannte primitive Gesellschaften genauso eine Geschichte haben und genauso entwickelt sind wie sogenannte zivilisierte Gesellschaften. Jeder Versuch, mit einer solchen Theorie die Geschichten schriftloser Völker (ohne geschichtliche Dokumente) zu rekonstruieren, sei somit völlig spekulativ und unwissenschaftlich. Die angebliche Entwicklung, die üblicherweise auf einer mit dem modernen Europa identischen Stufe der Zivilisation endet, ist ethnozentrisch. Die Theorie geht auch fälschlicherweise davon aus, dass Gesellschaften klar abgegrenzt und unterscheidbar sind, während kulturelle Spuren und Formen in Wirklichkeit oft soziale Grenzen überschreiten und sich mit vielen anderen Gesellschaften vermischen (ein wichtiger Mechanismus für Veränderungen). Boas führte das Konzept der Kulturgeschichte ein, die sich auf die Feldarbeit bei indigenen Völkern konzentriert, um tatsächliche kulturelle und geschichtliche Prozesse statt spekulativer Wachstumsstufen zu identifizieren. Dieser Ansatz dominierte die amerikanische Anthropologie in der ersten Hälfte des 20. Jahrhunderts und beeinflusste die Anthropologie überall, so dass Generalisationen und Systembildungen viel seltener als in der Vergangenheit wurden.
Spätere Kritiker stellten fest, dass die Annahme fest gebundener Gesellschaften genau zu der Zeit aufkam, als die europäischen Mächte nicht-westliche Gesellschaften kolonialisierten, und somit dem Eigennutz diente. Viele Anthropologen und Sozialtheoretiker betrachten den Evolutionismus nun als westlichen politischen Mythos, der selten auf festen empirischen Grundlagen basiert. Kritische Theoretiker betonen, dass die Annahmen der sozialen Evolution einfach nur Rechtfertigungen für die Macht der gesellschaftlichen Elite sind. Schließlich zerstörten die verheerenden Weltkriege zwischen 1914 und 1945 das europäische Selbstvertrauen. Nach Millionen von Toten, dem Völkermord und der Zerstörung der industriellen Infrastruktur Europas erschien die Idee des Fortschritts sehr zweifelhaft.
Die modernen Vertreter der soziokulturellen Evolution weisen die meisten klassischen Annahmen wegen diverser theoretischer Probleme zurück.
1. Die Theorie war sehr ethnozentrisch. Sie fällt schwerwiegende Werturteile über verschiedene Gesellschaften, wobei die westliche Zivilisation als wertvollste angesehen wird.
2. Sie geht davon aus, dass alle Kulturen die gleiche Entwicklung durchlaufen und die gleichen Ziele besitzen.
3. Sie setzt Zivilisation mit materieller Kultur (Technik, Städte etc.) gleich.
4. Sie setzt – basierend auf schweren Missverständnissen der Evolutionstheorie – Evolution mit Fortschritt oder dem „survival of the fittest“ gleich.
5. Sie wird von Beweisen widerlegt. Viele (aber nicht alle) angeblich primitiven Gesellschaften sind friedlicher und demokratischer als viele moderne Gesellschaften und tendieren zu einer größeren Gesundheit, etwa mit Blick auf Ernährung und Ökologie.

Da die soziale Evolution als wissenschaftliche Theorien präsentiert wurde, benutzte man sie zur Unterstützung unrechtmäßiger und oft rassistischer sozialer Praktiken – vor allem Kolonialismus, Sklaverei und die unausgeglichenen wirtschaftlichen Bedingungen im industriellen Europa. Der Sozialdarwinismus wird besonders kritisiert, da er zu einigen von den Nationalsozialisten benutzten „Philosophien“ führte.

## Moderne Theorien

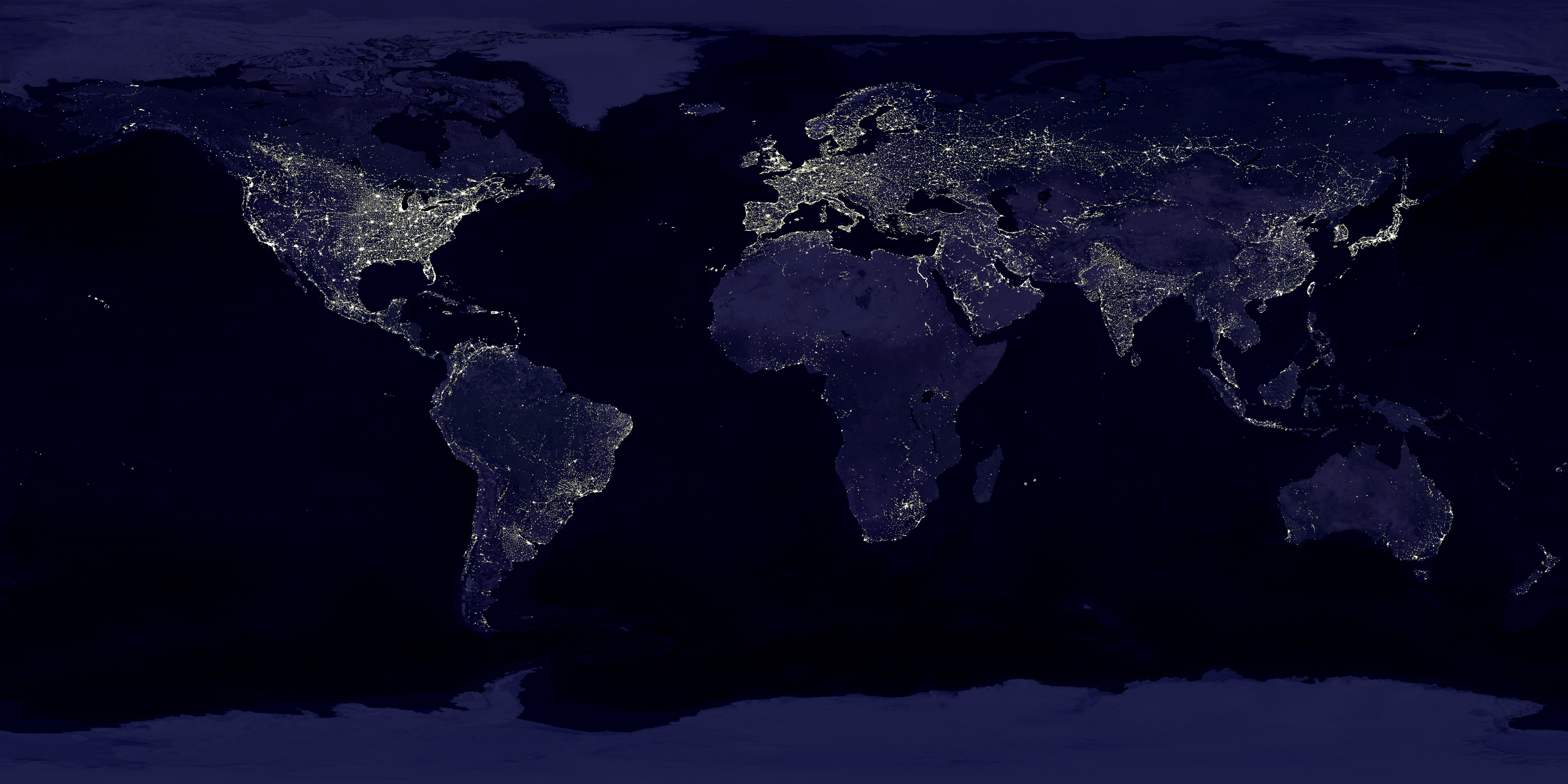
Die Erde bei Nacht (Bild von NASA und NOAA). Die hellsten Flächen sind die am stärksten verstädterten, aber nicht unbedingt die am dichtesten besiedelten. Auch hundert Jahre nach der Erfindung des elektrischen Lichts sind einige Regionen noch dicht besiedelt und nicht erleuchtet.

### Anthropologie: „Neoevolutionismus“
Der Neoevolutionismus ist die erste in einer Reihe von modernen Theorien zur multilinearen Evolution. Er entstand in den 1930er Jahren, wurde nach dem Zweiten Weltkrieg deutlich weiterentwickelt und in den 1960ern sowohl in der Ethnologie/Anthropologie als auch in der Soziologie verankert. Er basiert auf empirischem Material aus der Archäologie, der Paläontologie und der Geschichtsschreibung, vermeidet jegliche Bezüge zu Wertsystemen (moralisch wie kulturell) und bemüht sich stattdessen um Objektivität und einfache Beschreibungen.
Die historischen Partikularisten des frühen 20. Jahrhunderts verwarfen die Erklärungen des klassischen Evolutionismus, der die Entwicklung der Kultur mit allgemeinen Prinzipien eines evolutionären Prozesses beschrieb, als unwissenschaftlich. Die Denker des Neoevolutionismus führten die evolutionären Gedanken wieder ein und bearbeiteten sie so, dass sie für die zeitgenössische Anthropologie akzeptabel waren.
Der Neoevolutionismus verwarf viele Ideen des klassischen sozialen Evolutionismus, vor allem die des sozialen Fortschritts, die in den früheren Theorien so dominant war. Er ersetzt den Determinismus durch die Wahrscheinlichkeit und betont, dass Zufälle und der freie Wille einen großen Einfluss auf den Prozess der sozialen Evolution haben. Er unterstützt außerdem die kontrafaktische Geschichte mit der Frage nach dem „Was wäre wenn“ und der Betrachtung möglicher Wege, die die soziale Evolution nehmen bzw. genommen haben könnte. Verschiedene Kulturen können sich also unterschiedlich entwickeln, wobei einige von ihnen ganze Entwicklungsstufen überspringen, die andere durchlaufen haben. Der Neoevolutionismus betont die Bedeutung des empirischen Beweises und verlässt sich bei der Analyse nicht auf Werturteile und Vermutungen, sondern auf messbare Informationen.
Als die Kritik an den klassischen Theorien weithin akzeptiert war, änderten sich die modernen anthropologischen und soziologischen Ansätze entsprechend. Bei modernen Theorien achtet man genau darauf, unbelegte, ethnozentrische Spekulation, Vergleiche oder Werturteile zu vermeiden, und betrachtet einzelne Gesellschaften in ihrem eigenen historischen Kontext. Diese Bedingungen lieferten den Rahmen für neue Theorien wie den Kulturrelativismus und die multilineare Evolution.
In den 1940er Jahren versuchten kulturelle Anthropologen wie Leslie White und Julian Steward, ein Evolutionsmodell auf wissenschaftlicher Basis zu erstellen, und schufen dabei den Neoevolutionismus. White wies die Unterteilung von „primitiven“ und „zivilisierten“ Gesellschaften zurück, betonte jedoch, dass man die Gesellschaften nach der von ihnen genutzten Energie unterscheiden könne und dass eine gesteigerte Energie eine größere soziale Differenzierung erlaube. Steward lehnte die Vorstellung des Fortschritts ab und lenkte die Aufmerksamkeit stattdessen auf Darwins Begriff der „Anpassung“, wonach sich alle Gesellschaften in irgendeiner Weise an ihre Umgebung anpassen müssen. Die Anthropologen Marshall Sahlins und Elman Service versuchten in ihrem Werk Evolution and Culture, die Ansätze von White und Steward zu vereinigen. Andere Anthropologen entwickelten auf dieser Basis Theorien der kulturellen Ökologie und der ökologischen Anthropologie. Die bekanntesten Namen sind Peter Vayda und Roy Rappaport.
In den späten 1950er Jahren wandten sich Stewards Schüler Eric Wolf und Sidney Mintz von der kulturellen Ökologie zum Marxismus, zur Weltsystem-Theorie, zur Dependenztheorie und zu Marvin Harris’ kulturellem Materialismus. Heute lehnen die meisten Anthropologen weiterhin die Vorstellungen des 19. Jahrhunderts ab und befassen sich wie Steward mit der Beziehung zwischen einer Kultur und ihrer Umgebung, wenn sie unterschiedliche Aspekte der Kultur erklären wollen. Die meisten modernen Forscher nutzen aber einen systematischen Ansatz, bei dem sie Kulturen als entstehende Systeme untersuchen und dabei die ganze soziale Umgebung einschließlich der politischen und ökonomischen Beziehungen berücksichtigen. Andere Wissenschaftler weisen das gesamte evolutionäre Denken zurück und betrachten stattdessen historische Möglichkeiten, Kontakte mit anderen Kulturen und die Funktionsweise von Systemen kultureller Symbole. Folglich ist der einfache Begriff der kulturellen Evolution nicht mehr zu gebrauchen; er wurde von einer Reihe genauerer Theorien bezüglich der Beziehung zwischen Kultur und Umgebung abgelöst. Auf dem Gebiet der Entwicklungsstudien haben Autoren wie Amartya Sen ein Verständnis von „Entwicklung“ und „menschlichem Gedeihen“ erarbeitet, das einfache Vorstellungen vom Fortschritt in Frage stellt, aber viel von der ursprünglichen Inspiration behält.
Leslie White präsentierte in seinem Werk The Evolution of Culture: The Development of Civilization to the Fall of Rome (1959) eine Theorie, mit der er die gesamte Menschheitsgeschichte erklären wollte. Der wichtigste Faktor ist dabei die Technik. „Soziale Systeme werden von technischen Systemen bestimmt“, schrieb er und erinnerte damit an die frühere Theorie von Lewis Henry Morgan. Den Fortschritt einer Gesellschaft maß er an deren Energieverbrauch und unterschied fünf Entwicklungsstufen:
1. Energie aus menschlicher Muskelkraft
2. Energie durch domestizierte Tiere
3. Energie aus Pflanzen (Landwirtschaft)
4. Energie aus natürlichen Ressourcen wie Kohle, Öl und Gas
5. Atomenergie

White führte die Formel P = E · T ein, wobei E die verbrauchte Energie und T die Effizienz der technischen Faktoren, die die Energie nutzen, bezeichnet. Seine Theorie wurde später von dem russischen Astronomen Nikolai Semjonowitsch Kardaschow aufgegriffen, der eine nach ihm benannte Skala entwarf.
Julian Steward begründete in seinem Buch Theory of Culture Change: The Methodology of Multilinear Evolution (1955) die Theorie der multilinearen Evolutionen, nach der sich Gesellschaften an ihre Umgebung anpassen. In seiner gegenüber White verfeinerten Theorie lenkte er die Aufmerksamkeit auf Darwins Begriff der Anpassung. Seiner Meinung nach kann man verschiedene Anpassungen durch die Untersuchung der speziellen Ressourcen, die eine Gesellschaft verbraucht, der dazu verwendete Technik sowie der Organisation der menschlichen Arbeit studieren. Verschiedene Umgebungen und Technikformen führen demnach zu unterschiedlichen Arten der Anpassung und mit einem Wechsel der Ressourcen oder Technik ändert sich auch die Kultur. Kulturen ändern sich also nicht durch eine innere Logik, sondern durch die veränderte Beziehung zur Umgebung und entwickeln sich damit nicht durch die stets gleichen Stufen, sondern in sehr unterschiedliche Richtungen. Die multilineare Evolution kann nicht die gesamte Menschheitsgeschichte umfassen, ist aber auch nicht auf eine einzelne Kultur beschränkt. Sie analysiert eine typische gemeinsame Kultur, die eine bestimmte Ära oder Region repräsentiert. Die entscheidenden Faktoren für die Entwicklung sind laut Steward Technik und Ökonomie, als sekundäre Faktoren nennt er das politische System, Ideologien und Religion. Diese Faktoren fördern die Evolution, die gleichzeitig in mehrere Richtungen, also multilinear verläuft.
Marshall Sahlins (Evolution and Culture, 1960) unterteilte die Evolution von Gesellschaften in „allgemein“ und „speziell“. Als allgemeine Evolution bezeichnet er die Tendenz kultureller und sozialer Systeme, sich bezüglich Komplexität, Organisation und Anpassung an die Umgebung zu verbessern. Die Kulturen sind jedoch nicht isoliert; es kommt zur Interaktion und Vermischung ihrer Qualitäten (z. B. technologische Innovationen). Das führt zu unterschiedlichen Entwicklung in einzelnen Kulturen (spezielle Evolution), da diverse Elemente in verschiedenen Kombinationen und zu unterschiedlichen Zeitpunkten eingeführt werden.
Gerhard Lenski, der Autor von Power and Prestige (1966) und Human Societies: An Introduction to Macrosociology (1974), erweitert die Arbeiten von Leslie White und Lewis Henry Morgan. Er betrachtet den technologischen Fortschritt als wichtigsten Faktor in der Evolution von Gesellschaften und Kulturen. Im Gegensatz zu White, der Technik als die Fähigkeit, Energie zu erzeugen und zu nutzen, definierte, konzentriert sich Lenski auf die Menge und den Gebrauch von Informationen. Je mehr Informationen und Wissen (vor allem in Bezug auf die Formung der natürlichen Umgebung) eine Gesellschaft besitzt, desto entwickelter ist sie. Er unterscheidet vier Stufen der menschlichen Entwicklung, basierend auf den Fortschritten in der Geschichte der Kommunikation:
1. Informationen werden über die Gene weitergegeben.
2. Als die Menschen ein Bewusstsein erlangten, konnten sie lernen und Informationen durch Erfahrung weitergeben.
3. Menschen benutzen Zeichen und entwickeln eine Logik.
4. Menschen erschaffen Symbole, Sprache und Schrift.

Die Fortschritte in der Kommunikation haben auch Auswirkungen auf das wirtschaftliche und politische System, die Verteilung von Gütern, die soziale Ungleichheit und anderen Sphären des sozialen Lebens. Lenski unterscheidet außerdem Gesellschaften nach ihrem Stand der Technik, Kommunikation und Wirtschaft: Jäger und Sammler, einfache Landwirtschaft, fortgeschrittene Landwirtschaft, Industrie sowie Spezialformen (z. B. Fischerei).

### Soziologie und Ökonomie

#### Sozial- und Sitten-Geschichte: „Zivilisationsprozess“
In der Soziologie hat Norbert Elias seit den 1930er Jahren, ausgehend von seinem Hauptwerk Über den Prozeß der Zivilisation, Bausteine einer Theorie des langfristigen Zivilisierungsprozesses entwickelt. Wesentliche Merkmale sind u. a. eine starke empirische Orientierung, normative Zurückhaltung sowie ein Modell des Zusammenwirkens der Entwicklung von Sozialstruktur und Persönlichkeitsstruktur.

#### Kulturtheorie
Der Soziologe Günter Dux betont in seiner „Historisch-genetischen Theorie der Kultur“ (2000) die „prozessuale Logik im kulturellen Wandel“.

#### Systemtheorie
Talcott Parsons unterscheidet in seinen Werken Societies: Evolutionary and Comparative Perspectives (1966) und The System of Modern Societies (1971) vier Subprozesse der Evolution:
1. Teilung – schafft funktionale Subsysteme
2. Anpassung – die Systeme werden effizienter
3. Aufnahme neuer Elemente
4. Generalisation von Werten zur Rechtfertigung eines immer komplexeren Systems

Diese Prozesse verdeutlicht er an drei Stufen der Evolution (primitiv, archaisch und modern). Archaische Gesellschaften besitzen das Wissen der Schrift, moderne die Kenntnis der Gesetze. Parsons betrachtet die westliche Zivilisation als den Gipfel der modernen Gesellschaften und die USA als die am dynamischsten entwickelte.
Den systemtheoretisch-evolutionären Ansatz verfolgt 1972 Rainer Döbert weiter.

#### Sozialökonomie

##### Theorie der Modernisierung
Theorien der Modernisierung wurden in den 1950er und 1960er Jahren entwickelt und waren eng mit der Dependenztheorie verbunden. Sie kombinierten frühere Theorien der soziokulturellen Evolution mit praktischen Erfahrungen und empirischen Forschungen, vor allem aus der Zeit der Dekolonisation. Die wichtigsten Aussagen lauten wie folgt:
1. Westliche Staaten sind am weitesten entwickelt; der Rest der Welt (zum größten Teil ehemaligen Kolonien) befindet sich auf früheren Entwicklungsstufen und wird eventuell das Level der westlichen Welt erreichen.
2. Die Entwicklung verläuft von traditionellen zu entwickelten Gesellschaften.
3. Länder der Dritten Welt sind beim sozialen Fortschritt zurückgefallen und müssen auf den richtigen Weg gelenkt werden.

Ausgehend von den klassischen Theorien, wird hier der Faktor der Modernisierung betont: Viele Gesellschaften versuchen (oder müssen) den erfolgreichsten Gesellschaften und Kulturen nachzufolgen. Mit Social Engineering und der Hilfe der entwickelten Länder ist dies auch möglich.
Walt Whitman Rostow hat einiges zu der Theorie beigetragen. In The Stages of Economic Growth: A Non-Communist Manifesto (1960) konzentriert er sich auf die ökonomischen Aspekte der Modernisierung und zeigt in seinem Take-off-Modell Faktoren, die eine Gesellschaft zur Modernisierung benötigt. David Apter beschäftigte sich mit dem politischen System und der Geschichte der Demokratie und untersuchte die Verbindung zwischen Demokratie, guter Regierung, Effizienz und Modernisierung. David McClelland (The Achieving Society, 1967) betrachtete die Angelegenheit aus der psychologischen Perspektive und sagte in seiner Theorie der Motivation, dass Modernisierung nicht ohne Innovation, Erfolg und Kapitalismus geschehen kann. Alex Inkeles (Becoming Modern, 1974) erschuf ein Modell der „modernen Persönlichkeit“, die unabhängig, aktiv, interessiert an öffentlicher Politik und kulturellen Angelegenheiten, offen für neue Erfahrungen, rational und zu langfristigen Planungen bereit sein muss. Einige Arbeiten von Jürgen Habermas gehören auch in diesen Kontext.
Die Theorie der Modernisierung wurde mit den gleichen Vorwürfen wie der klassische Evolutionismus konfrontiert; sie sei zu ethnozentrisch, einseitig und auf die westliche Welt und Kultur fokussiert.

##### Theorie der postindustriellen Gesellschaft
Das Konzept der Evolution hat einige Wissenschaftler zu dem Versuch veranlasst, Trends zu analysieren und die zukünftige Entwicklung von Gesellschaft vorherzusagen. Sie haben die Theorien der postindustriellen Gesellschaft aufgestellt. Demnach steht die gegenwärtige Ära der industriellen Gesellschaft vor dem Ende, während Dienstleistungen und Information wichtiger als Industrie und Güter werden.
Daniel Bell beschrieb das Konzept 1974 in seinem Buch The Coming of Post-Industrial Society. Wie viele klassische Evolutionisten unterteilte er die Geschichte der Menschheit in drei Zeitalter: präindustriell, industriell und postindustriell. Er sagte voraus, dass die USA, Japan und Westeuropa am Ende des 20. Jahrhunderts die letzte Ära erreichen würden. Dies ließe sich an folgenden Faktoren erkennen:
- Dominanz des Dienstleistungssektors (Verwaltung, Bankwesen, Handel, Transport, Gesundheitswesen, Bildung, Wissenschaft, Massenmedien, Kultur) gegenüber dem traditionellen industriellen Sektor (die Manufaktur, die nach der Industriellen Revolution im 19. Jahrhundert die traditionellere Landwirtschaft abgelöst hat)
- zunehmende Bedeutung der Informationstechnik
- größere Bedeutung von langfristiger Planung und der Erstellung von zukünftigen Trends
- Dominanz der Technokratie und des Pragmatismus gegenüber traditioneller Ethik und Ideologien
- häufigerer Gebrauch von Technik und Intellekt
- Änderungen in der traditionellen Hierarchie der sozialen Schichten, bei denen hochgebildete Spezialisten und Wissenschaftler die traditionelle Bourgeoisie übertreffen

Seit den 70ern sind viele andere Soziologen und Anthropologen wie Alvin Toffler und John Naisbitt Bell gefolgt und haben ähnliche Theorien aufgestellt. Naisbitt führte das Konzept der Megatrends ein, mächtige, globale Trends, die die Gesellschaften weltweit verändern. Dazu zählt er auch die Globalisierung. Zu den Megatrends gehören außerdem die verbesserte Leistung von Computern und die Entwicklung des World Wide Web. Marshall McLuhan präsentierte in seinem Werk The Gutenberg Galaxy die Idee des globalen Dorfs, ein Begriff, der bald von Globalisierungsforschern und im Internet aufgegriffen wurde. Naisbitt und andere Vertreter der Theorie der postindustriellen Gesellschaft sagen, dass die Megatrends zur Dezentralisierung, zur Schwächung der Regierung, zu größerer Bedeutung lokaler Initiativen und direkter Demokratie, zu Veränderungen in der Hierarchie der traditionellen sozialen Schichten, zur Entstehung neuer sozialer Bewegungen sowie zu mehr Macht für die Konsumenten und einer größeren Auswahl (Toffler spricht gar von „overchoice“) für sie führen.

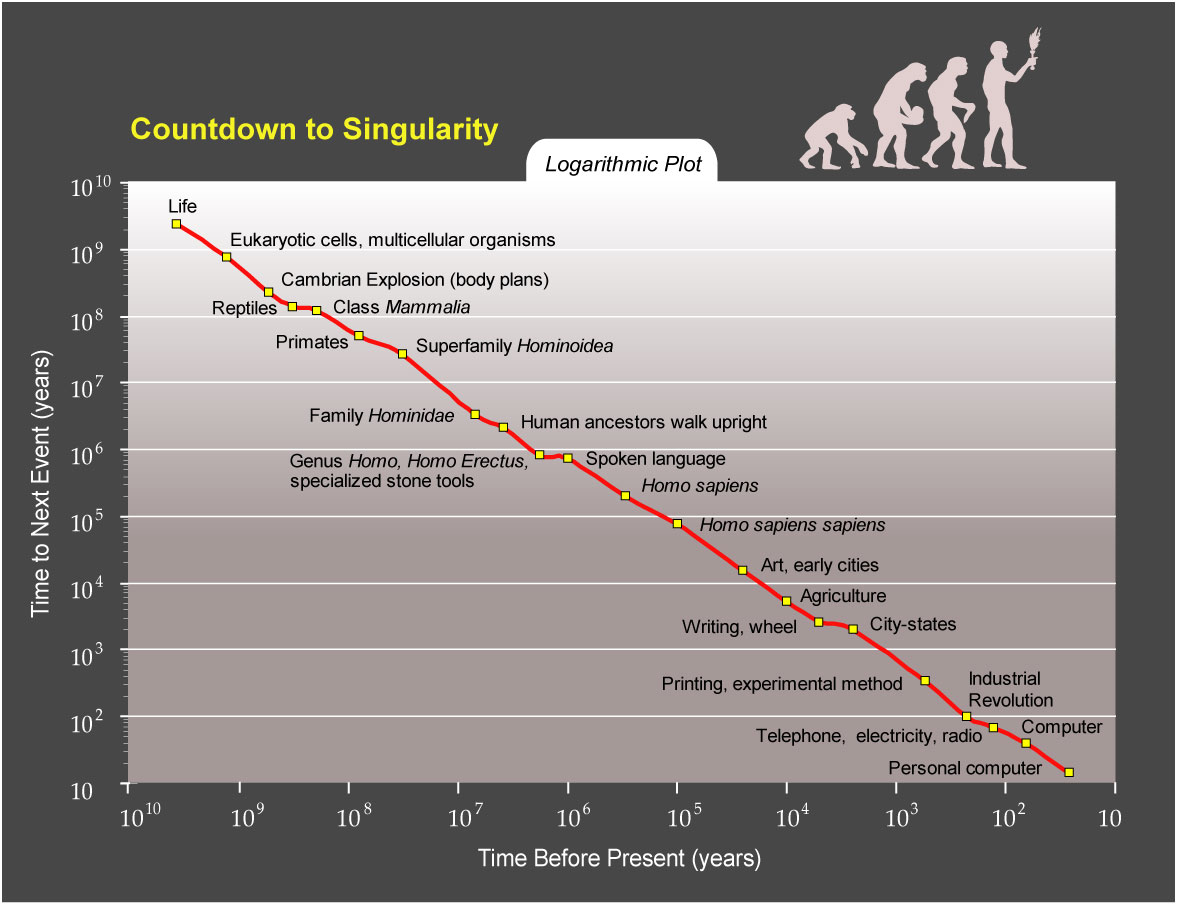
Logarithmische Grafik mit dem exponentiellen Verfallstrend in der Evolution der Menschheit, die Basis für die Theorie der technologischen Singularität

Eine extremere Vision der postindustriellen Gesellschaft ist die Theorie der technologischen Singularität. Damit bezeichnet man einen vorhergesagten Zeitpunkt in der Geschichte einer Zivilisation, an dem auf Grund des technologischen Fortschritts der gesellschaftliche, wissenschaftliche und ökonomische Wandel so schnell abläuft, dass nichts jenseits der Zeit von den Menschen aus der Prä-Singularitäts-Ära verlässlich verstanden oder vorhergesagt werden kann. Eine solche Singularität wurde erstmals in den 1950er Jahren diskutiert und durch Vernor Vinge in den 1980ern populär. Dennoch begegnen viele konservative Sozialwissenschaftler dieser extremen Ansicht mit großer Skepsis.
Kritiker der Theorie der postindustriellen Gesellschaft betonen, dass diese sehr vage sei und es – wie bei jeder Vorhersage – keine Garantie dafür gebe, dass irgendwelche der heute sichtbaren Trends tatsächlich in der Zukunft existieren oder sich in die von zeitgenössischen Forschern vorhergesagte Richtung entwickeln. Kein seriöser Soziologe würde jedoch sagen, dass es möglich sei, die Zukunft vorherzusagen, sondern dass solche Theorien allenfalls erlauben, die Veränderungen, die in der modernen Welt geschehen, besser zu verstehen.

### Soziobiologie
Die Soziobiologie weicht wohl am meisten vom klassischen sozialen Evolutionismus ab. Edward O. Wilson führte sie in seinem Buch Sociobiology: The New Synthesis von 1975 ein und folgte dabei seiner Adaption der biologischen Theorie des Neodarwinismus an die Sozialwissenschaften. Er versuchte als erster, die evolutionären Mechanismen hinter sozialen Verhaltensmustern wie Altruismus, Aggression und Pflege zu erklären, und löste damit eine der größten wissenschaftlichen Kontroversen des 20. Jahrhunderts aus.
Die Soziobiologen plädieren für eine Theorie der doppelten Vererbung, wonach Menschen ein Produkt sowohl der biologischen als auch der soziokulturellen Evolution sind. Jeder ist seinen eigenen selektiven Mechanismen und Formen der Übertragung unterworfen (in der Biologie z. B. Gene und in der Kultur vielleicht Meme). Dieser Ansatz konzentriert sich auf die kulturelle Übertragung und den selektiven Druck, die den kulturellen Wandel beeinflussen, und hat wenig gemeinsam mit den Stufenmodellen des frühen und mittleren 20. Jahrhunderts. Er wurde von vielen Psychologen und einigen Ethnologen, aber nur wenigen Anthropologen begrüßt.
Eine Basis der Soziobiologie ist die Synthetische Evolutionstheorie (früher auch: Neodarwinismus), eine Kombination von Charles Darwins Theorie der Evolution durch Variation und natürliche Auslese, Gregor Mendels Genetik als Basis für biologische Vererbung und der mathematischen Populationsgenetik. Sie führte die Verbindung zwischen zwei wichtigen Entdeckungen ein: die Einheiten (Gene) und die Mechanismen der Evolution (Variation und natürliche Auslese).
Wegen der engen Beziehung zur Biologie gilt die Soziobiologie als Zweig der Biologie und der Soziologie, obwohl sie Techniken aus einer Fülle von Wissenschaften nutzen, darunter Ethologie, Evolution, Zoologie, Archäologie, Populationsgenetik und viele andere. Im Rahmen der Untersuchung menschlicher Gesellschaften ist die Soziologie eng mit der Humanökologie und der evolutionären Psychologie verwandt.
Die Soziobiologie ist immer noch sehr umstritten, da sie davon ausgeht, dass Gene eine Rolle im menschlichen Verhalten spielen, obwohl die Forscher diese Rolle als sehr komplexe und oft unvorhersehbare Interaktion zwischen Natur und Kultur beschreiben. Die bekanntesten Kritiker einer solchen Ansicht waren Franz Boas, Richard Lewontin und Stephen Jay Gould.

### Kulturgeographie
In der Kulturgeographie entwickelte Hans Bobek in den Fünfziger-Jahren ein Kulturstufenmodell, in dem er soziale und wirtschaftliche Aspekte mit der Analyse von Siedlungsstrukturen verknüpfte:
1. Wildbeuterstufe (Anpassung des Menschen an die Natur mit Nutzung der natürlichen Nahrungsquellen)
2. Stufe der spezialisierten Sammler, Jäger und Fischer (Spezialisierung und Arbeitsteilung, Beginn der Vorratshaltung)
3. Stufe des Sippenbauerntums und des Hirtennomadismus (geplante Nahrungsmittelproduktion, Nutztierhaltung)
4. Stufe der hierarchisch organisierten Agrargesellschaft (Klassengesellschaft, abhängige Bauern)
5. Stufe des älteren Städtewesens und des Rentenkapitalismus
6. Stufe des produktiven Kapitalismus, der industriellen Gesellschaft und des jüngeren Städtewesens

In der Geschichtswissenschaft entwickelten sich seit den 1960er Jahren in den USA die Strömung der World History, die die eurozentrische Geschichtsschreibung überschreitet und weiträumige Verflechtungen (z. B. die Verbreitung von Neuerungen) sowie Muster und Mechanismen der Geschichte herausarbeiten will. Noch einen Schritt weiter geht der Ansatz der Big History, der die soziokulturelle Evolution in die Evolution der unbelebten Natur und die biologische Evolution einbettet. Dabei sind Modelle der Komplexitätssteigerung und der Wechselwirkung (Ko-Evolution) dieser Entwicklungsprozesse zentral.

### Aktuelle Ansätze in Religionsgeschichte und Religionssoziologie
Die von der Biologie herkommende Religionsgeschichtlerin Ina Wunn plädiert in ihrer Habilitationsschrift „Die Evolution der Religionen“ (2002) für ein Evolutionsmodell als Ordnungs- und Erklärungsmittel und betont insbesondere dessen heuristische Bedeutung für die Rekonstruktion früher Religionen. Der Soziologe Robert N. Bellah publiziert 2011 sein Lebenswerk: „Religion in Human Evolution“. Kommunikationstheoretisch inspiriert legt weiter der Religionshistoriker Volkhard Krech eine Theorie der „Evolution der Religion“ als „soziologischen Grundriss“ (2021) vor.

## Aktuelle moralische und politische Debatten über die soziokulturelle Evolution
Die Zeit des Kalten Kriegs war von der Rivalität zwischen zwei Supermächten bestimmt, die sich beide für die am besten entwickelte Kultur auf dem Planeten hielten. Die Sowjetunion präsentierte sich selbst als sozialistische Gesellschaft, die aus einem Klassenkampf hervorgegangen war und dazu bestimmt war, den utopischen Zustand des Kommunismus zu erreichen, während die Soziologen in den USA (wie Talcott Parsons) die Freiheit und den Wohlstand ihres Staates als einen Beweis für das höhere Niveau der soziokulturellen Evolution in ihrer Kultur und Gesellschaft ansahen. Zur gleichen Zeit schuf die Dekolonisation neue unabhängige Staaten, die eine höhere Entwicklung anstrebten – ein Modell des Fortschritts und der Industrialisierung, das selbst eine Form der soziokulturellen Evolution war.
Es gibt jedoch eine Tradition in der europäischen Sozialtheorie von Jean-Jacques Rousseau bis zu Max Weber, die diesen Fortschritt mit einem Verlust an menschlicher Freiheit und Würde gleichsetzt. Auf dem Höhepunkt des Kalten Kriegs vermischte sich diese Tradition mit einem ökologischen Interesse und beeinflusste eine Aktivistenkultur in den 60er Jahren. Diese Bewegung produzierte eine Vielfalt politischer und philosophischer Programme, die die Notwendigkeit betonte, die Gesellschaft mit der Umgebung zu harmonisieren. Aktuelle politische Theorien der Ideologie des (radikalen) Neutribalismus imitieren bewusst die ökologisch unbedenklichen Lebensweisen der letzten traditionellen „Ecosystem people“ und erweitern sie um moderne Erkenntnisse.
Heute fragen Vertreter der Postmoderne, ob die Begriffe der Evolution und Gesellschaft eine inhärente Bedeutung besitzen und ob sie mehr über die handelnden Personen als den beschriebenen Gegenstand verraten. Der Beobachtung und den beobachteten Kulturen könnte es an kulturellen Ähnlichkeiten (wie einer gemeinsamen Ontologie) mangeln, so dass es schwierig ist, ihre jeweiligen Prioritäten zu kommunizieren. Man könnte auch ein solches System von Glauben und Urteil einem anderen durch Eroberung oder Kolonisation aufzwingen. Die Beobachtung verschiedener Vorstellungen von Mathematik und Physik bei indigenen Völkern hat zum Beispiel indirekt zu Ideen wie George Lakoffs „kognitiver Wissenschaft der Mathematik“ geführt, die die Objektivität von Maßsystemen in Frage stellt.